# Doris Schweizer
Doris Schweizer (Luzern, 28 augustus 1989) is een Zwitsers wielrenster. Zij werd in 2013 en 2016 Zwitsers kampioen op de weg en in 2015 en 2016 in de tijdrit. In 2014 won ze met haar ploeg Astana-BePink brons op het WK ploegentijdrit in Ponferrada, Spanje. In 2015 reed ze voor het Zwitserse Bigla Pro Cycling Team. In dat jaar kwam ze tijdens de derde etappe van de Giro Rosa ten val. In 2018 zei ze hierover tegen De Volkskrant dat ze volgens haar ploeggenoten tegen een muur geknald is, maar dat ze zich dat zelf niet kan herinneren. Toch stapte ze - onder druk van de ploegleider - de volgende dag weer op de fiets en reed de 98 kilometer lange etappe uit, maar een dag later ging ze niet meer van start in de vijfde rit. Naar eigen zeggen zou ze nog twee jaar last ondervonden hebben van de opgelopen hersenschudding. Ze reed in 2016 voor de Amerikaanse ploeg Cylance Pro Cycling, in 2017 en 2018 voor het Deense Team Virtu, in 2019 voor Bizkaia-Durango en in 2020 voor Team Illuminate.

## Palmares
2013
- Zwitsers kampioen op de weg, Elite
- 1e etappe (TTT) Giro del Trentino Alto Adige-Südtirol
- 2e etappe (TTT) Vuelta a El Salvador
- Zwitsers kampioenschap tijdrijden, Elite

2014
- 1e etappe Ronde van Bretagne
- Zwitsers kampioenschap tijdrijden
- Zwitsers kampioenschap op de weg
- WK Ploegentijdrit

2015
- Zwitsers kampioen tijdrijden
- Zwitsers kampioenschap op de weg

2016
- Zwitsers kampioen op de weg
- Zwitsers kampioen tijdrijden
- Bergklassement Emakumeen Bira
- 7e etappe Tour de l'Ardèche